# Prat
Prat (bret. Prad) – miejscowość i gmina we Francji, w regionie Bretania, w departamencie Côtes-d’Armor.
Według danych na rok 1990 gminę zamieszkiwało 1027 osób, a gęstość zaludnienia wynosiła 47 osób/km² (wśród 1269 gmin Bretanii Prat plasuje się na 569. miejscu pod względem liczby ludności, natomiast pod względem powierzchni na miejscu 456.).